# 19437 Jennyblank
19437 Jennyblank este un asteroid din centura principală de asteroizi.

## Descriere
19437 Jennyblank este un asteroid din centura principală de asteroizi. A fost descoperit pe 24 martie 1998 la Socorro, New Mexico, în cadrul proiectului LINEAR. Asteroidul prezintă o orbită caracterizată de o semiaxă mare de 2,78 ua, o excentricitate de 0,13 și o înclinație de 5,2° în raport cu ecliptica.